# آنتونیو سانابریا
آرنالدو آنتونیو سانابریا آیالا (اسپانیایی: Arnaldo Antonio Sanabria Ayala‎؛ زادهٔ ۴ مارس ۱۹۹۶) بازیکن فوتبال اهل پاراگوئه است که برای باشگاه تورینو بازی می‌کند.
از باشگاه‌هایی که در آن بازی کرده‌است می‌توان به ساسوئولو، رم، اسپورتینگ خیخون، بتیس و جنوآ اشاره کرد. وی به همراه بارسلونا، قهرمان لیگ قهرمانان اروپا در رده جوانان شد.
وی همچنین در تیم ملی فوتبال پاراگوئه بازی کرده‌است.